# Directorio (Francia)

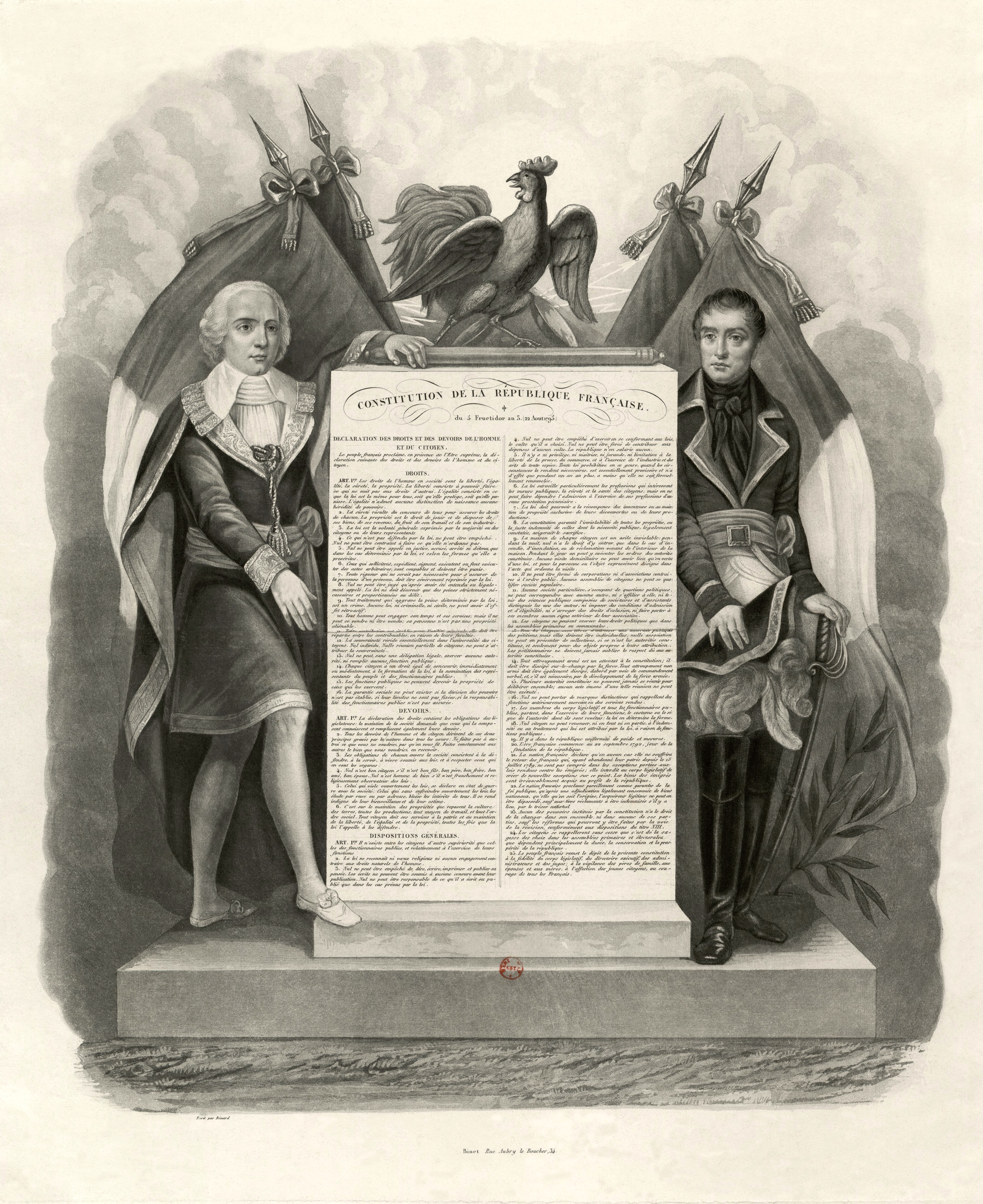
Constitución del Año III

El Directorio fue la penúltima forma de gobierno adoptada por la Primera República francesa, durante la Revolución francesa. Establecido por la Constitución del Año III que aprobó la Convención termidoriana, se inició el 26 de octubre de 1795, y terminó con el golpe de Estado del 18 de brumario del Año VIII (9 de noviembre de 1799) que instauró el Consulado. Tras el período del Terror impuesto por el ala más extremista de los jacobinos, se produjo un retorno hacia posiciones más moderadas.
El Directorio estaba continuamente en guerra con coaliciones extranjeras, entre ellas Gran Bretaña, Austria, Prusia, el Reino de Nápoles, Rusia y el Imperio Otomano. Se anexionó Bélgica y la orilla izquierda del Rin, mientras que Bonaparte conquistó gran parte de Italia. El Directorio estableció 29 repúblicas hermanas de corta duración en Italia, Suiza y la Holanda. Las ciudades y estados conquistados debían enviar a Francia enormes cantidades de dinero, así como tesoros artísticos, que se utilizaron para llenar el nuevo museo Louvre de París. Un ejército dirigido por Bonaparte trató de conquistar Egipto y marchó hasta Saint-Jean-d'Acre en Siria. El Directorio derrotó un resurgimiento de la Guerra de la Vendée, la guerra civil dirigida por los monárquicos en la región de Vendée, pero fracasó en su empresa de apoyar la Rebelión irlandesa de 1798 y crear una República irlandesa.
La economía francesa estaba en crisis continua durante el Directorio. Al principio, el tesoro estaba vacío; el papel moneda, el Assignat, había caído a una fracción de su valor, y los precios se dispararon. El Directorio dejó de imprimir assignats y restableció el valor del dinero, pero esto provocó una nueva crisis; los precios y los salarios cayeron, y la actividad económica se ralentizó hasta paralizarse.
En sus dos primeros años, el Directorio se concentró en acabar con los excesos del Jacobino Reinado del Terror; cesaron las ejecuciones masivas y se suavizaron las medidas tomadas contra los sacerdotes y monárquicos exiliados. El club político jacobino fue clausurado el 12 de noviembre de 1794 y el gobierno aplastó un levantamiento armado planeado por los jacobinos y un revolucionario socialista precoz, François-Noël Babeuf, conocido como "Gracchus Babeuf". Pero tras el descubrimiento de una conspiración monárquica que incluía a un destacado general, Jean-Charles Pichegru, los jacobinos se hicieron cargo de los nuevos Consejos y endurecieron las medidas contra la Iglesia y los emigrados. Tomaron dos escaños adicionales en el Directorio, dividiéndolo sin remedio.
En 1799, tras varias derrotas, las victorias francesas en los Países Bajos y Suiza restauraron la posición militar francesa, pero el Directorio había perdido todo el apoyo de las facciones políticas, incluidos algunos de sus Consejeros. Bonaparte regresó de Egipto en octubre, y fue contratado por Abbé Sieyès y otros para llevar a cabo un golpe de Estado parlamentario el 9-10 de noviembre de 1799. El golpe abolió el Directorio y lo sustituyó por el Consulado francés dirigido por Bonaparte.

## Antecedentes

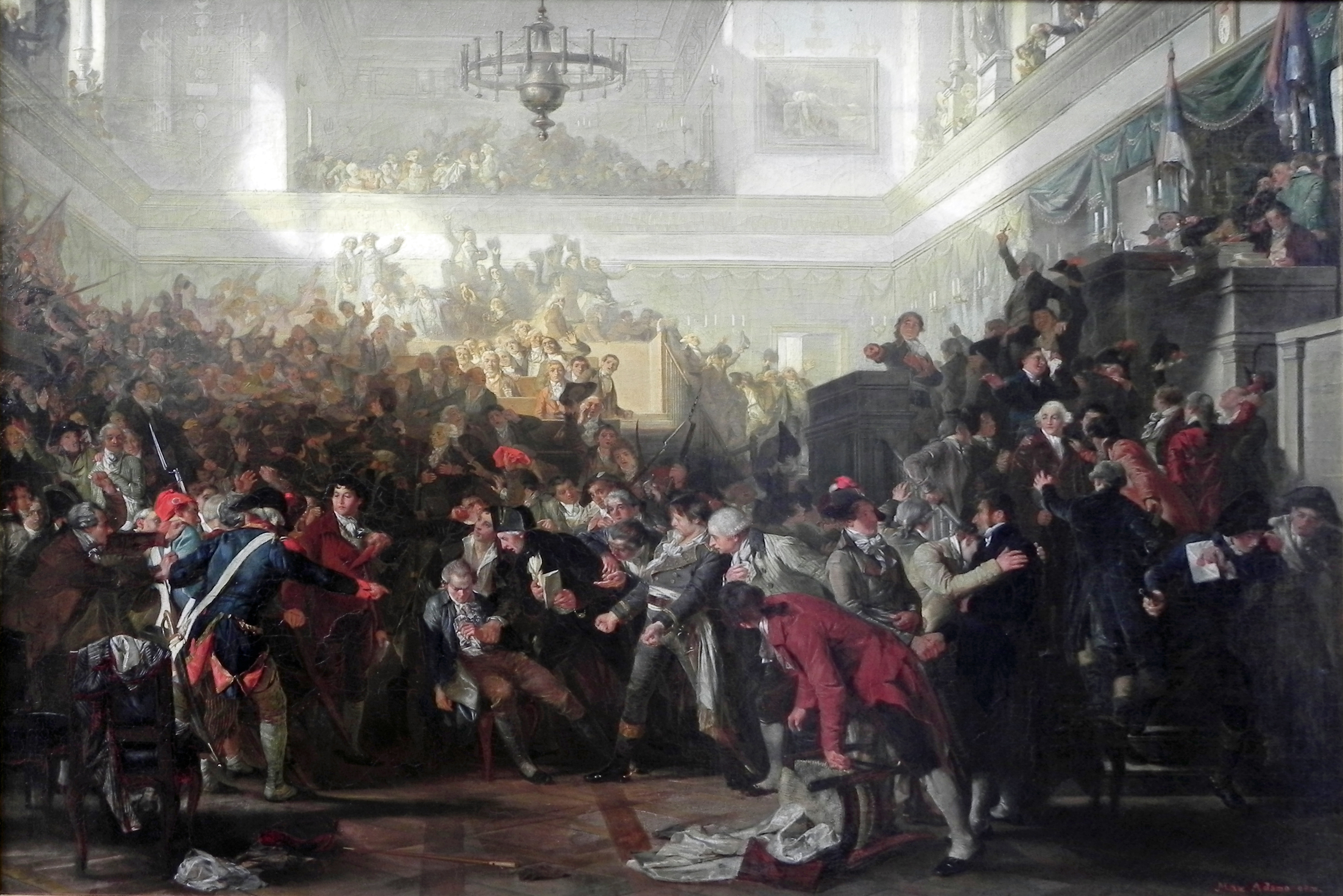
La Convención se levanta contra Robespierre (27 de julio de 1794)

El periodo conocido como Reinado del Terror comenzó como una forma de encauzar el fervor revolucionario, pero pronto degeneró en la resolución de agravios personales. El 17 de septiembre de 1793, la Ley de sospechosos autorizó el arresto de cualquier sospechoso de ser "enemigo de la libertad"; el 10 de octubre, la Convención Nacional reconoció al Comité de Seguridad Pública bajo Maximilien Robespierre como autoridad suprema, y suspendió la Constitución hasta que "se alcanzara la paz".
Según los archivos, entre septiembre de 1793 y julio de 1794 fueron ejecutadas unas 16.600 personas acusadas de actividades contrarrevolucionarias; otras 40.000 podrían haber sido ejecutadas sumariamente o haber muerto a la espera de juicio. En su punto álgido, el menor indicio de pensamientos contrarrevolucionarios podía poner a uno bajo sospecha, e incluso sus partidarios empezaron a temer que su propia supervivencia dependiera de la eliminación de Robespierre. El 27 de julio, él y sus aliados fueron arrestados y ejecutados al día siguiente.
En julio de 1794, la Convención estableció un comité para redactar lo que se convirtió en la Constitución de 1795. Diseñada en gran parte por Pierre Daunou y Boissy d'Anglas, establecía una legislatura bicameral, destinada a ralentizar el proceso legislativo, poniendo fin a los alocados vaivenes políticos de los anteriores sistemas unicamerales. Los diputados se elegían por sufragio indirecto, con un total de unos 5 millones de electores que votaban en primarias por 30.000 electores, es decir, el 0,5% de la población. Como también estaban sujetos a una estricta calificación patrimonial, se garantizaba el regreso de los diputados conservadores o moderados.
El Directorio se estableció tras la Constitución del Año III que fue adoptada por referéndum el 24 de septiembre de 1795, y se constituyó tras las primeras elecciones que se celebraron del 12 al 21 de octubre de 1795. El 25 de octubre la Convención Nacional celebró su última reunión; el Comité de Seguridad Pública se disolvió o, mejor dicho, desapareció antes de finales de mes. El 31 de octubre, además de Paul Barras, fueron elegidos directores Jean-François Reubell, Louis-Marie de La Révellière-Lépeaux, Étienne-François Le Tourneur y Emmanuel-Joseph Sieyès.

## Historia
El directorio tiene sus inicios tras la ejecución de Robespierre el 28 de julio de 1794 (9 de termidor del año II, según el calendario republicano francés) y se consolida con la Constitución de 1795 (Constitución del año III), que establece un nuevo régimen político. Prolonga la llamada «reacción termidoriana» iniciada por la Convención termidoriana, inaugurando el término político de «reacción» frente al de «revolución». 
Según la nueva Constitución, la Convención es disuelta y reemplazada por una nueva organización política. El poder legislativo reside en una asamblea bicameral compuesta por el Consejo de los Quinientos (electos por sufragio censitario) y el Consejo de los Ancianos (electos por el Consejo de los Quinientos). El poder ejecutivo va a recaer en un Directorio compuesto de cinco "directores", electos por quintos cada año por el Consejo de Ancianos. La Constitución del año III buscaba impedir una nueva dictadura personalista o colectiva como la que se impuso en su etapa final con Robespierre estableciendo el sufragio censitario, que favorecía a la clase política burguesa y moderada.
Después de que el Directorio procediera a la depuración política de las instituciones de la República y juzgara a algunos responsables de El Terror, durante todo ese periodo los Jacobinos y los antiguos sans-culottes fueron objetos de una ola de persecuciones y asesinatos sistemáticos por parte de grupos monárquicos vengativos. Este Terror Blanco monárquico se vio reforzado por la represión institucional tras los intentos de levantamientos jacobinos del 1 de abril y del 20 de mayo de 1795 (12 germinal y 1 de pradial del año III). Los monárquicos a su vez alimentaban disturbios cada vez más violentos manteniendo presiones constantes sobre el gobierno y el Consejo de los Quinientos. Ante la situación permanente de inestabilidad a la que tuvo que hacer frente el Directorio, este terminaría el 9 de noviembre de 1799 con el golpe de Estado del 18 de brumario, protagonizado por Napoleón Bonaparte.
La etapa de directorios se puede dividir en dos: la primera que se desarrolla desde 1795 hasta 1797, y la segunda que va desde el 1797-1799. Este primer directorio eligió a 5 republicanos con experiencia y con un pasado moderado. La misión del directorio es hacer la guerra al monarquismo, reavivar el patriotismo, reprimir las facciones anteriores y hacer reinar la concordia.

### Primer directorio 1795-1797
Estos propósitos se debían hacer con un dinero que no había, porque el tesoro nacional estaba vacío, aumentaba la miseria que produjo insurrecciones populares a favor de un sistema de propiedad comunal de la tierra. Esto acabó oponiendo al directorio con los diputados montañeses.
Tras los tratados de paz firmados por el gobierno termidor de 1795, Francia solo sigue en guerra con Austria e Inglaterra, aquí es cuando entra en escena Napoleón Bonaparte. Napoleón Bonaparte, que estaba al frente del ejército en Italia, realizaba unas maniobras con el fin de distraer y dispersar a las fuerzas austriacas. La operación tuvo éxito y le abrió el camino a Viena. Sin esperar instrucciones, Napoleón Bonaparte concluye acuerdos con Nápoles, los Estados Pontificios, Toscana y Austria. El directorio se ve en la obligación de ratificar, pero mostrando un malestar por la actuación de Napoleón Bonaparte de forma independiente. Al directorio no le gusta la actitud de Napoleón, pero no puede enemistarse con el ejército, sobre todo porque Napoleón Bonaparte goza de buena fama en el mismo.

### Segundo directorio 1797-1799
El segundo directorio se caracterizó por establecer un régimen autoritario que abusaba de su poder, anulando unas elecciones en los distritos porque daban la victoria a sus rivales.[cita requerida]
Durante 1797 y 1799, Francia disfrutó de unas excelentes cosechas que relajaron la tensión social, pero el segundo directorio no pudo mantener una estabilidad política para consolidar su autoridad. Por una parte, es debido a la política de expansión territorial, en este momento solo seguía la guerra con Inglaterra y como era imposible atacarla directamente, Bonaparte y Talleyrand decidieron cortar su vía comercial invadiendo Egipto.
En el mismo momento Francia atacó Suiza e Italia creando unas repúblicas, dependientes de Francia. Se crea una segunda coalición de países entre 1798 y 1799 entre Inglaterra, Rusia, Turquía, Nápoles y Suecia. Renace el espíritu de lucha contra las naciones aristocráticas. Tras varias derrotas, los ejércitos republicanos tienen que retroceder en todos los frentes, pero mantienen sus fronteras naturales. Este repliegue acarrea una crisis en el directorio, los neo-jacobinos, que fueron los principales perjudicados por la manipulación electoral, van a exigir el sometimiento de los directores a los consejos legislativos. Este golpe parlamentario va a devolver las iniciativas a los neojacobinos que van a imponer un estilo político muy parecido al del comité de salvación pública. Algunas de sus medidas fueron obligar a los ciudadanos más acomodados a pagar los gastos del ejército mediante un préstamo obligatorio, represalias contra las familias de emigrados y pedir la vuelta al terror en la prensa. 
En estos momentos la República está en una encrucijada: cualquier acción podía hacer que la balanza se incline  hacia la monarquía o hacia el jacobismo. La mayoría de franceses, los propietarios agrícolas y la burguesía pedían calma política y estabilidad social. En estas circunstancias Sieyès, un miembro destacado del directorio, va a organizar un golpe de Estado para salvar a la República, entonces entrará en acto Napoleón y su posterior Imperio.

## Educación y ciencia
El sistema educativo de Francia se encontraba en un estado caótico al comienzo del Directorio. El Colegio de la Sorbona y la mayoría de los otros colegios de la Universidad de París habían sido cerrados debido a su estrecha asociación con la Iglesia Católica y no reabrieron hasta 1808. Las escuelas administradas por la Iglesia Católica también habían sido cerradas y cualquier tipo de instrucción religiosa prohibida. El gobierno de los jacobinos durante la Convención creó varias instituciones científicas nuevas, pero se había concentrado en la educación primaria, que decretó obligatoria y gratuita para todos los jóvenes, pero había pocos profesores disponibles. Al prohibir la educación religiosa, apoderarse de la propiedad de la Iglesia y expulsar al clero, cerraron efectivamente la mayor parte del sistema educativo del país.
Al comienzo del período, el Directorio revirtió la política de educación obligatoria y gratuita para todos, en gran parte por la falta de dinero para pagar a los maestros. El Directorio comenzó a crear un sistema de escuelas centrales, con la meta de una en cada departamento, a la que pudieran asistir los niños desde los doce años, con un currículo completo de ciencias, historia y letras. El estado pagó una parte del costo, mientras que cada estudiante también pagó una tarifa al profesor. Las nuevas escuelas tenían bibliotecas (en su mayoría confiscadas a la nobleza), pequeños jardines botánicos y museos de historia natural. Por primera vez en las escuelas francesas, el francés en lugar del latín fue la base de la educación. Tres de estas escuelas se organizaron en París; dos de ellos se convirtieron más tarde en los famosos Lycée Henri IV y Lycée Charlemagne. Pero al final del Directorio había solo 992 estudiantes en las tres escuelas de París.
Para la educación primaria, cada "arrondissement" de París tenía una escuela para niños y otra para niñas, y se suponía que cada comuna en el país tenía lo mismo. Como el estado carecía de dinero, los maestros eran pagados por la comuna o por los estudiantes. Una vez que un estudiante aprendió a leer, escribir y contar, se graduó. En las aldeas, la escuela a menudo estaba ubicada en la antigua iglesia y se esperaba que los maestros, como parte de sus deberes, acarrearan agua, limpiaran la iglesia, tocaran las campanas y, cuando fuera necesario, cavaran tumbas en el cementerio.
Las opciones eran mayores para los niños de clase media y media alta, ya que estas familias tenían tutores o enviaban a sus hijos a escuelas privadas, pero para gran parte de la población la escolaridad era mínima. Había 56 escuelas públicas en el departamento de Seine, que por la población debería haber tenido al menos 20 000 estudiantes; pero solo tenían entre 1100 y 1200.
Las continuas guerras durante el Directorio también tuvieron su efecto en la educación. A partir de octubre de 1797, los niños de las escuelas públicas debían participar en ejercicios militares periódicos y el Directorio estableció cinco escuelas militares, llamadas "Écoles de Mars", para un total de 15 000 estudiantes. La asistencia era un requisito para ingresar a las escuelas superiores de ingeniería y obras públicas.
El Directorio concentró su atención en la educación secundaria y especialmente en la creación de escuelas superiores especializadas para formar administradores, jueces, médicos e ingenieros, para lo cual había una necesidad inmediata y apremiante. La École Polytechnique había sido fundada por un miembro del Directorio, Lazare Carnot y el matemático Gaspard Monge, en 1794. La escuela se convirtió en la más prestigiosa de las escuelas de ingeniería y obras públicas en Francia. Sin embargo, al final del Directorio todavía no había facultades de derecho y solo dos facultades de medicina fuera de París.
El Institut de France también fue fundado en 1795 por Lazare Carnot y Monge, para reunir a los científicos e investigadores, que anteriormente habían trabajado en academias separadas, para compartir conocimientos e ideas. Estaba dividido en tres grandes secciones: ciencias físicas y matemáticas; ciencias morales y políticas; y la literatura y las bellas artes. Organizó el gran grupo de científicos y eruditos que acompañaron a Napoleón a Egipto, que descubrió tesoros como la Piedra de Rosetta, que permitió descifrar los jeroglíficos egipcios. Uno de los primeros miembros y oradores del Institut de France fue Napoléon Bonaparte, quien tomó el lugar de Carnot después de que éste fuera retirado del Directorio y abandonara Francia.

## Lista de Directores
- Miembros electos el 11 de brumario del año IV (1 de noviembre de 1795):

Jean-François Reubell
Paul Barras
Louis-Marie de La Révellière-Lépeaux
Étienne-François Le Tourneur
Lazare Carnot
- Renovación de junio de 1796:

François de Barthélemy reemplaza a Le Tourneur, designado por sorteo.
- Renovación tras el Golpe de Estado del 18 de fructidor del año V (4 de septiembre de 1797): Philippe-Antoine Merlin de Douai y Nicolas-Louis François de Neufchâteau reemplazan a de Barthélémy y Carnot, quienes fueron destituidos.

- Renovación del 20 de floreal del año VI (15 de mayo de 1798):

Jean-Baptiste Treilhard reemplaza a de Neufchâteau, designado por sorteo.
- Renovación del 21 de floreal del año VII (16 de mayo de 1799):

Sieyès reemplaza a Reubell, designado por sorteo.
- Renovación del 30 de pradial del año VII (18 de junio de 1799):

Louis Gohier reemplaza a Treilhard, cuya elección fue anulada por el Consejo de Ancianos después de 13 meses.
Roger Ducos y el general Jean-François Moulin reemplazan a La Révellière-Lépeaux y a de Merlin de Douai, quienes fueron forzados a renunciar.